# Tarık Langat Akdağ
Tarık Langat Akdağ, nato Patrick Kipkirui Langat (16 giugno 1988), è un siepista keniota naturalizzato turco.

## Palmarès
| Anno                            | Manifestazione          | Sede           | Evento       | Risultato | Prestazione | Note |
| ------------------------------- | ----------------------- | -------------- | ------------ | --------- | ----------- | ---- |
| In rappresentanza della Turchia |                         |                |              |           |             |      |
| 2012                            | Europei                 | Helsinki       | 3000 m siepi | Argento   | 8'35"24     |      |
| 2013                            | Giochi del Mediterraneo | Mersin         | 3000 m siepi | Argento   | 8'20"08     |      |
| 2013                            | Mondiali                | Mosca          | 3000 m siepi | Batteria  | 8'34"97     |      |
| 2014                            | Europei                 | Zurigo         | 3000 m siepi | 8º        | 8'33"13     |      |
| 2016                            | Europei                 | Amsterdam      | 3000 m siepi | Batteria  | 8'43"81     |      |
| 2016                            | Giochi olimpici         | Rio de Janeiro | 3000 m siepi | Batteria  | dnf         |      |
| 2017                            | Mondiali                | Londra         | 3000 m siepi | Batteria  | 8'53"42     |      |
| 2018                            | Giochi del Mediterraneo | Tarragona      | 3000 m siepi | dnf       | dnf         |      |
| 2018                            | Europei                 | Berlino        | 3000 m siepi | Batteria  | dnf         |      |

## Campionati nazionali
2005
- 8º ai campionati kenioti, 3000 m siepi - 8'43"5

2008
- Oro ai campionati kenioti, 3000 m siepi - 8'19"63

2010
- 5º ai campionati kenioti, 3000 m siepi - 8'25"96

## Altre competizioni internazionali
2006
- 10º al Prefontaine Classic ( Eugene), 2 miglia - 8'26"96

2008
- 7º al DN Galan ( Stoccolma), 3000 m siepi - 8'25"62
- 4º al Golden Gala ( Roma), 3000 m siepi - 8'19"13

2010
- 6º all'Athletissima ( Losanna), 3000 m siepi - 8'17"36
- 9º al DN Galan ( Stoccolma), 3000 m siepi - 8'33"54

2011
- 5º ai Bislett Games ( Oslo), 3000 m siepi - 8'16"17
- 7º all'ISTAF Berlin ( Berlino), 3000 m siepi - 8'21"66